# カリカチュア・ジャパン
カリカチュア・ジャパン株式会社（英:Caricature Japan, Inc）は、カリカチュアを提供する日本の企業。

## 沿革
カリカチュア・ジャパン株式会社(Caricature Japan, Inc)は、東京都台東区に本社を置く、カリカチュアの作画・販売を手掛ける国内最大手の似顔絵専門会社である。「絵で一人でも多くの人を幸せにする」「絵で食べていける社会を創る」という創業時からの理念に基づき、似顔絵の業界においては珍しく、所属するアーティストは全て正社員雇用である。全国の観光地に店舗を構えた対面での作画パフォーマンスから、企業向けに似顔を通じた研修や似顔絵スクールも展開している。
- 2002年10月　有限会社セントラルウェスト設立
- 2004年6月　  株式会社セントラルウェストに組織変更
- 2007年11月   代表Kageがカリカチュア世界大会で総合優勝
- 2008年4月　  カリカチュア・ジャパン株式会社に商号変更
- 2010年11月　所属アーティスト 本間雄太 がカリカチュア世界大会で総合優勝
- 2021年11月　所属アーティスト 石原瞳 がカリカチュア世界大会で、女性初の総合優勝[1]
- 2022年3月　  20周年を迎えるにあたり、会社ロゴを変更

## 企業理念
カリカチュアを通じて、1人でも多くの人と出会い、1つでも多くの「笑い・感動・サプライズ」を提供し、
明るい社会と人々の幸福に貢献する

## 特徴
カリカチュアと呼ばれる、モデルの外見や内面の特徴を誇張する似顔絵を提供している。入社する為に、プロ養成コースという約2か月の授業を受講し、会社の基準に達する技術を学び、試験に合格しなければならない。その為、所属するアーティストは一定の基本技術を習得しており、個人によって大きく画風が異なる事はない。

## 代表アーティスト
アーティスト名　Kage（本名 中西景仁）。1977年東京生まれ。幼少時代は極度の病弱で入退院を繰り返す。「強さ」への憧れから格闘技に没頭。病気を克服。高校入学と同時にアニマル浜口に弟子入り。高校卒業後、単身渡米。本格的に格闘家を志すも怪我で断念。ここで「カリカチュア」と出会い、絵描きの道に進む。約6年間の滞在で500件を超すイベントを経験。帰国後「カリカチュア・ジャパン」を起業。

## 受賞歴
- 2003年 - NCN世界大会  :Best Likeness部門 準優勝
- 2004年 - NCN世界大会  :総合 第6位入賞（日本人最高位）
- 2005年 - NCN世界大会  :総合　第9位入賞
- 2005年 - NCNヨーロッパ国際大会  :総合（Best Overall Caricature部門） 優勝
- 2006年 - NCN世界大会  :総合　第4位入賞（日本人最高位）
- 2006年 - NCNイギリス大会  :総合（Best Overall Caricature部門）優勝
- 2007年 - NCN世界大会  :Caricaturist of the year（総合）優勝
- 2011年 -  ISCAカリカチュア世界大会  :Likeness Competition （ベストライクネス）第3位
- 2016年 - ISCAカリカチュア世界大会 :ISCA HALL OF FAME（ISCA殿堂入り）
- 2017年 - ISCAカリカチュア世界大会 :Caricaturist of the Year（総合） 6位

## 著書・主なメディア出演
書籍
- あさ出版「好きなことだけやればいい[5]」出版年：2009年5月7日
- あさ出版「好きなことだけで食べていく[6]」出版年：2018年11月10日

主なメディア出演
- 2015年5月14日放送　Abema TV『偉大なる創業バカ一代』
- 2015年2月21日放送　日本テレビ『先輩ROCK YOU！』
- 2016年1月16日放送　日本テレビ『嵐にしやがれ』
- 2016年7月14日放送　NHK『高校講座 美術』
- 2018年7月24日放送　テレビ朝日『激レアさんを連れて来た。』

## 所属アーティスト
企業ウェブサイトを参照。